# Ель-Касар-де-Ескалона
Ель-Касар-де-Ескалона (ісп. El Casar de Escalona) — муніципалітет в Іспанії, у складі автономної спільноти Кастилія-Ла-Манча, у провінції Толедо. Населення — 2225 осіб (2010).
Муніципалітет розташований на відстані близько 80 км на південний захід від Мадрида, 47 км на північний захід від Толедо.
На території муніципалітету розташовані такі населені пункти: (дані про населення за 2010 рік)
- Ель-Касар-де-Ескалона: 1376 осіб
- Ла-Каньяда: 0 осіб
- Серро-Альберче: 570 осіб
- Мірадор-Міральберче-Піконес: 182 особи
- Вега-ла-Чина: 6 осіб
- Лас-Віньяс: 27 осіб
- Ла-Булага: 24 особи
- Лас-Лабрансас: 30 осіб
- Ель-Техар: 10 осіб

## Демографія
Динаміка населення (INE ):

## Галерея зображень

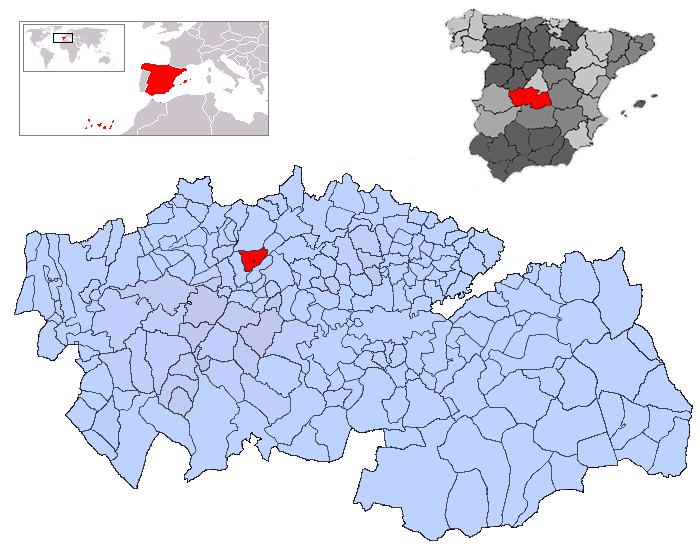
Розташування муніципалітету у провінції Толедо